# 讷伊勒布里尼翁
讷伊勒布里尼翁（法語：Neuilly-le-Brignon，法語發音：[nœji lə bʁiɲɔ̃]）是法国安德尔-卢瓦尔省的一个市镇，位于该省东南部，属于洛什区。

## 地理
讷伊勒布里尼翁（46°58'29"N, 0°47'21"E）面积22 平方千米，位于法国中央-卢瓦尔河谷大区安德尔-卢瓦尔省，该省份为法国中西部省份，北起萨尔特省、东北接卢瓦-谢尔省，东南接安德尔省，南至维埃纳省，西临曼恩-卢瓦尔省。
与讷伊勒布里尼翁接壤的市镇（或旧市镇、城区）包括：阿比伊、屈赛、大普雷西尼、笛卡尔、波尔米。

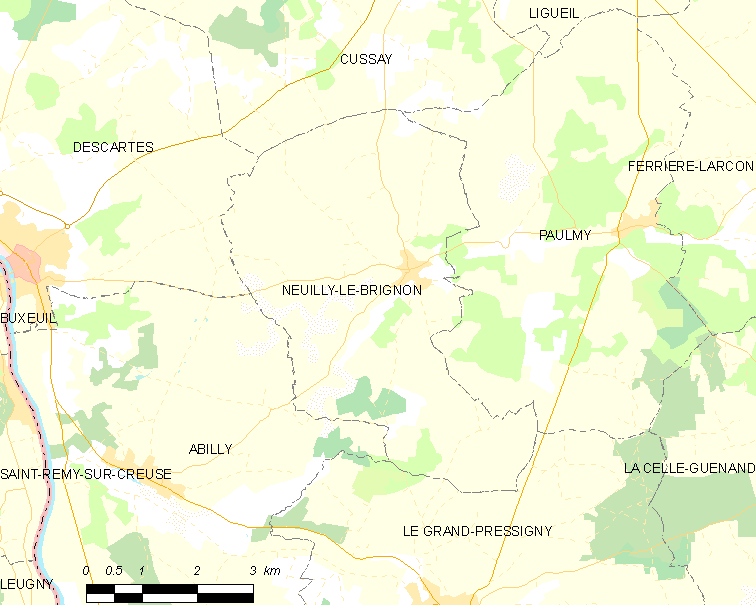
讷伊勒布里尼翁的OSM定位图

讷伊勒布里尼翁的时区为UTC+01:00、UTC+02:00（夏令时）。

## 行政
讷伊勒布里尼翁的邮政编码为37160，INSEE市镇编码为37168。

## 政治
讷伊勒布里尼翁所属的省级选区为笛卡尔县。

## 人口

1962-2008年间讷伊勒布里尼翁人口变化图示

讷伊勒布里尼翁于2022年1月1日时的人口数量为287人。